# Marma trifidocarinata
Marma trifidocarinata är en spindelart som beskrevs av Lodovico di Caporiacco 1947. Marma trifidocarinata ingår i släktet Marma och familjen hoppspindlar. Inga underarter finns listade i Catalogue of Life.